# Gand-Wevelgem 1936
La Gand-Wevelgem 1936, terza edizione della corsa, si svolse il 28 maggio per un percorso di 168 km, con partenza a Gand ed arrivo a Wevelgem. Fu vinta dal belga Robert Van Eenaeme davanti ai connazionali Joseph Somers e Gaston Denys.

## Ordine d'arrivo (Top 10)
| Pos. | Corridore           | Tempo    |
| ---- | ------------------- | -------- |
| 1    | Robert Van Eenaeme  | 4h31'00" |
| 2    | Joseph Somers       | s.t.     |
| 3    | Gaston Denys        | s.t.     |
| 4    | Marcel Van Houtte   | a 32"    |
| 5    | Joseph Devos        | s.t.     |
| 6    | César Pappens       | s.t.     |
| 7    | Joseph Oprins       | a 2'30"  |
| 8    | Albert Van Mesemael | s.t.     |
| 9    | Gustave Beckaert    | a 5'50"  |
| 10   | Maurits Van Herzele | a 7'15"  |